# إجليل الشمالية
إجليل الشمالية هي قرية فلسطينية في قضاء يافا. وقد هجر سكانها خلال 1947-1948وسقطت القرية في 3 أبريل 1948. سميت القرية بهذا الاسم نسبة للشيخ صالح عبد الجليل الذي يوجد له مقام في القرية. 

## الموقع الجغرافي
تقع القرية على قمة تل مشرفة على البحر الأبيض المتوسط غربا، وعلى رقعة أرض مستوية واسعة شرقاً يتراوح ارتفاعها بين 25 و 30م فوق سطح البحر المتوسط، وعلى بعد 1 كيلومتر إلى جهة الشرق، وكانت القرية تنتشر على شكل مستطيل ممتد من الشمال إلى الجنوب، في موازاة طريق يافا.- حيفا الرئيسية، ويتصلان بها بطرق فرعية معبدة، وتبعد القرية مسافة 13كم إلى جهة الشمال عن مركز مدينة يافا.
وتحيط يهما أراضي قرية الشيخ مؤنس من جهة الجنوب، وتبعد عنها نحو 6 كم ومن جهة الشمال أراضي قرية الحرم- سيدنا علي وتبعد عنها نحو 5 كم، ومن جهة الشرق الجنوبي تحيط بها أراضي عرب السوالمة.

## مساحة القرية
بلغت مساحة القرية 2450 دونماً، وتسرب للصهيونيين منها 521 دونماً، ونظراً للطبيعة الرملية لتربة المنطقة فقد زرعت بأشجار الفواكه، ولا سيما بالحمضيات، ففي عام 1945م كان ما مجموعه 923 دونما مخصصا للحمضيات والموز، و 7087 دونماً للحبوب، و 85 دونماً مروياً أو مستخدما للبساتين، وكانت مياه الآبار حفرت في البيارات المنتشرة على مساحة 1679 دونماً حول قريتي اجليل الشمالية والقبلية، وتضم أثار خربة وبقايا أرضيات مرصوفة بالفسيفساء وغيرها. وبالرغم من توسع إجليل الشمالية وازدياد بيوتها وعمرانها ظلت صغيرة.

## التعداد السكاني
بلغ عدد السكان عام1948 نحو 545شخص، وقدر عدد اللاجئين عام 1998 نحو 3348 لاجئ.

## القرية اليوم
من العسير تمييز القرية الأصلية، وعلى رقعة صغيرة من التل، بقايا منازل حجرية، وأجمة من النباتات البرية والصبار، وبقايا منزل مهجور وهو بيت للمختار محمد يحيى أبو اسنينة- بالقرب من تقاطع جليوت، ومبنى لأحد آبار القرية الارتوازية.وتقع مستعمرة "جليل يام التي أسست في سنة 1943 على أراضي القرية، إلى الشرق من موقع القرية. وتتقاسم أرض القرية اليوم كل من المدن هرتسيليا ورمات هشارون، وجليل يام.